# Frank Beetson junior
Frank Beetson junior, geboren als Frank Cazzeau Beetson, (* 30. Juni 1905 in Rye, New York, Vereinigte Staaten; † 2. Juni 1990 in Riverside, Kalifornien, ebenda) war ein US-amerikanischer Kostümbildner und Kostümberater.

## Leben
Ähnlich wie sein Kollege Richard Bruno war Beetson als langjähriger Angestellter bei Western Costume, dem in Hollywood beheimateten, größten Kostümverleih der USA, schon frühzeitig mit der Filmbranche in Berührung gekommen. Aus diesem Umfeld heraus beriet Beetson seit den frühen Tonfilmjahren zahlreiche Filmproduktionen bezüglich der Kostümauswahl, darunter Unter zwei Flaggen (1936), Duell in der Sonne (1946), Der Fall Paradin (1947), Der Held von Mindanao (1950) und zahlreiche andere. Nachdem er 1955 bei Der Schwarze Falke erstmals die Garderobe für John Wayne zusammengestellt hatte, entwickelte sich eine langjährige Freundschaft zwischen ihn und dem Westernstar, die Ausdruck in weiteren Zusammenarbeiten fand: Wayne trug eine Beetson-Kostümauswahl auch bei Der letzte Befehl, Alamo, Hatari! und MacLintock. Bei Waynes erster Regiearbeit Alamo hatte Frank Beetson überdies die technische Oberleitung inne.
Als selbständiger Kostümbildner trat Frank Beetson jr. nur selten in Erscheinung. Dabei handelte es sich überwiegend um Western, zweimal unter der Regie des einstigen Wayne-Förderers John Ford: Zwei ritten zusammen und Cheyenne. Nach seiner Kostümüberwachung bei der Science-Fiction-Fernsehserie Invasion von der Wega (1967), die Anfang der 1970er Jahre spätabends auch im ZDF lief, zog sich Frank Beetson ins Privatleben zurück.

## Filmografie
nur als Kostümbildner
- 1947: The Red House
- 1951: Keine Gnade für Jonny T. (Fort Defiance)
- 1956: Der Mann von Del Rio (The Man From Del Rio)
- 1961: Zwei ritten zusammen (Two Rode Together)
- 1963: Cheyenne (Cheyenne Autumn)
- 1964: Die glorreichen Reiter (The Glory Guys)
- 1965: Nevada Smith